# ألفرد كويت
ألفرد كويت هو محامي وسياسي أمريكي، ولد في 23 مايو 1835، وتوفي في 17 يناير 1879. انتخب عضو مجلس نواب كونيتيكت ‏.